# Pseudomyrmex
Pseudomyrmex is een geslacht van vliesvleugelige insecten van de familie Mieren (Formicidae).

## Soorten
- P. acanthobius (Emery, 1896)
- P. adustus (Borgmeier, 1929)
- P. alternans (Santschi, 1936)
- P. alustratus Ward, 1989
- P. alvarengai Kempf, 1961
- P. antiguanus (Enzmann, E.V., 1944)
- P. apache Creighton, 1953
- P. atripes (Smith, F., 1860)
- P. beccarii (Menozzi, 1935)
- P. boopis (Roger, 1863)
- P. browni Kempf, 1967
- P. brunneus (Smith, 1877)
- P. caeciliae (Forel, 1913)
- P. cladoicus (Smith, F., 1858)
- P. colei (Enzmann, E.V., 1944)
- P. concolor (Smith, F., 1860)
- P. cretus Ward, 1989
- P. crudelis Ward, 1999
- P. cubaensis (Forel, 1901)
- P. curacaensis (Forel, 1912)
- P. championi (Forel, 1899)
- P. deminutus Ward, 1999
- P. dendroicus (Forel, 1904)
- P. denticollis (Emery, 1890)
- P. depressus (Forel, 1906)
- P. distinctus (Smith, F., 1877)
- P. duckei (Forel, 1906)
- P. eculeus Ward, 1999
- P. eduardi (Forel, 1912)
- P. ejectus (Smith, F., 1858)
- P. elongatulus (Dalla Torre, 1892)
- P. elongatus (Mayr, 1870)
- P. ethicus (Forel, 1911)
- P. euryblemma (Forel, 1899)
- P. excisus (Mayr, 1870)
- P. faber (Smith, F., 1858)
- P. ferox Ward, 1999
- P. ferrugineus (Smith, F., 1877)
- P. fervidus (Smith, F., 1877)
- P. fiebrigi (Forel, 1908)
- P. filiformis (Fabricius, 1804)
- P. flavicornis (Smith, F., 1877)
- P. flavidulus (Smith, F., 1858)
- P. fortis (Forel, 1899)
- P. gebellii (Forel, 1899)
- P. gibbinotus (Forel, 1908)
- P. godmani (Forel, 1899)
- P. goeldii (Forel, 1912)
- P. gracilis

Zwarte acaciamier (Fabricius, 1804)
- P. haytianus (Forel, 1901)
- P. hesperius Ward, 1993
- P. holmgreni (Wheeler, W.M., 1925)
- P. hospitalis Ward, 1999
- P. incurrens (Forel, 1912)
- P. inquilinus Ward, 1996
- P. insuavis Ward, 1999
- P. ita (Forel, 1906)
- P. janzeni Ward, 1993
- P. kuenckeli (Emery, 1890)
- P. laevifrons Ward, 1989
- P. laevigatus (Smith, F., 1877)
- P. laevivertex (Forel, 1906)
- P. leptosus Ward, 1985
- P. lisus (Enzmann, E.V., 1944)
- P. lizeri (Santschi, 1922)
- P. longus (Forel, 1912)
- P. lynceus (Spinola, 1851)
- P. maculatus (Smith, F., 1855)
- P. major (Forel, 1899)
- P. malignus (Wheeler, W.M., 1921)
- P. mandibularis (Spinola, 1851)
- P. mixtecus Ward, 1993

- P. monochrous (Dalla Torre, 1892)
- P. mordax (Warming, 1894)
- P. niger (Donisthorpe, 1940)
- P. nigrocinctus (Emery, 1890)
- P. nigropilosus (Emery, 1890)
- P. oculatus (Smith, F., 1855)
- P. oki (Forel, 1906)
- P. opaciceps Ward, 1993
- P. osurus (Forel, 1911)
- P. pallens (Mayr, 1870)
- P. pallidus (Smith, F., 1855)
- P. particeps Ward, 1993
- P. pazosi (Santschi, 1909)
- P. penetrator (Smith, F., 1877)
- P. peperi (Forel, 1913)
- P. perboscii (Guérin-Méneville, 1844)
- P. peruvianus (Wheeler, W.M., 1925)
- P. phyllophilus (Smith, F., 1858)
- P. pictus (Stitz, 1913)
- P. pisinnus Ward, 1989
- P. pupa (Forel, 1911)
- P. reconditus Ward, 1993
- P. rochai (Forel, 1912)
- P. rubiginosus (Stitz, 1913)
- P. rufiventris (Forel, 1911)
- P. rufomedius (Smith, F., 1877)
- P. salvini (Forel, 1899)
- P. santschii (Enzmann, E.V., 1944)
- P. satanicus (Wheeler, W.M., 1942)
- P. schuppi (Forel, 1901)
- P. seminole Ward, 1985
- P. sericeus (Mayr, 1870)
- P. simplex (Smith, F., 1877)
- P. simulans Kempf, 1958
- P. solisi (Santschi, 1916)
- P. spiculus Ward, 1989
- P. spinicola (Emery, 1890)
- P. squamifer (Emery, 1890)
- P. subater (Wheeler, W.M. & Mann, 1914)
- P. subtilissimus (Emery, 1890)
- P. tachigaliae (Forel, 1904)
- P. tenuis (Fabricius, 1804)
- P. tenuissimus (Emery, 1906)
- P. terminalis (Smith, F., 1877)
- P. termitarius (Smith, F., 1855)
- P. triplaridis (Forel, 1904)
- P. triplarinus (Weddell, 1850)
- P. ultrix Ward, 1999
- P. unicolor (Smith, F., 1855)
- P. urbanus (Smith, F., 1877)
- P. veneficus (Wheeler, W.M., 1942)
- P. venustus (Smith, F., 1858)
- P. viduus (Smith, F., 1858)
- P. villosus Ward, 1989
- P. vinneni (Forel, 1906)
- P. vitabilis Ward, 1999
- P. voytowskii (Enzmann, E.V., 1944)
- P. weberi (Enzmann, E.V., 1944)
- P. wheeleri (Enzmann, E.V., 1944)